# Ɉ
Ɉ, ɉ (J со штрихом) — буква расширенной латиницы. Используется в языке аруако, где обозначает звонкую постальвеолярную аффрикату [d͡ʒ]. Также использовалась в тувинском языке на основе латиницы и была исключена в 1931 году.
У буквы существует вариант без точки (ɟ), который используется в международном фонетическом алфавите для обозначения звонкого палатального взрывного согласного.